# Rococo en miniature

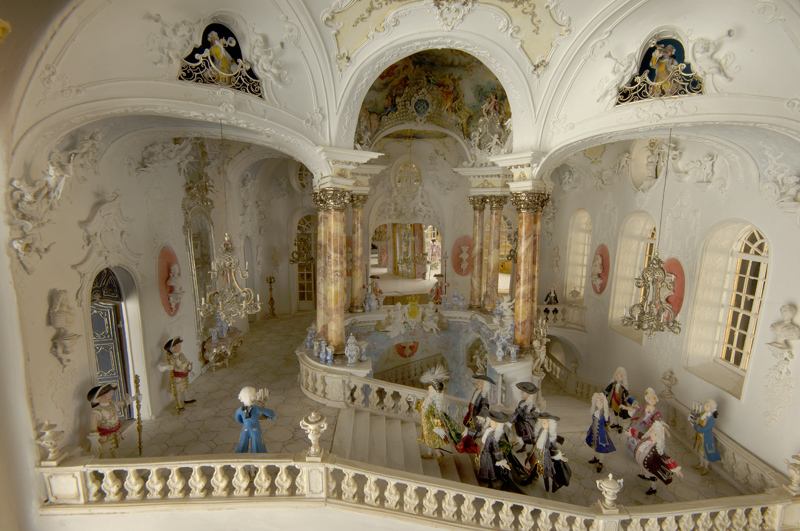
Die Schlösser der gepriesenen Insel, Szene im Treppenhaus von Schloss Perenz, König Talari III. und Gefolge.

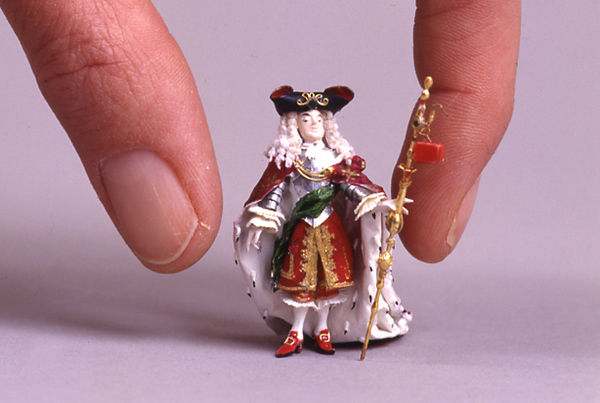
Die Figuren der Miniaturenwelt wurden im Maßstab von 1:50 angefertigt.

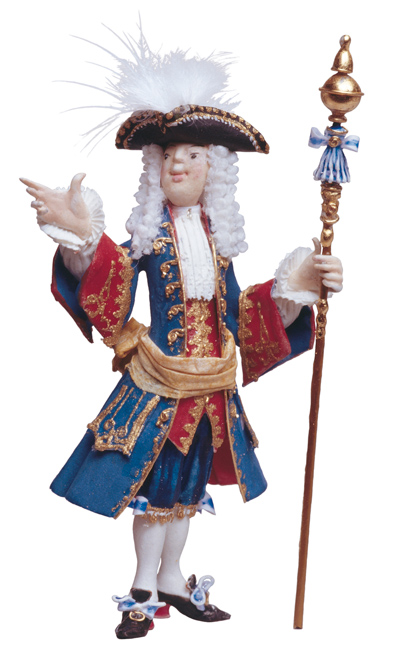
Hofmarschall Rudolf von Schwatzburg, Conferencier im Königreich Pelarien.

Rococo en miniature – Die Schlösser der gepriesenen Insel ist der Name einer ständigen Ausstellung im Thüringer Landesmuseum Heidecksburg in Rudolstadt. Die Ausstellung präsentiert die Fantasiewelt Die gepriesene Insel mit den Großreichen Pelarien und Dyonien. Beide Königreiche stellen eine Miniaturwelt des Rokoko dar, die von Gerhard Bätz und  Manfred Kiedorf im Laufe von über 50 Jahren gemeinsam geschaffen wurde.

## Geschichte
Gerhard Bätz und Manfred Kiedorf, die beide 1952 in Sonneberg eine Ausbildung als Gebrauchswerber begannen, lernten sich in der Handelsschule kennen. Ihre gemeinsame Leidenschaft waren Schlachtenspiele mit Armeen von Halmasteinen, die zuerst klein unter der Schulbank begannen. Bald wurden daraus Wohnzimmerschlachten mit Kanonen, die mit Streichholzköpfen geladen wurden. Die Figuren bekamen mit Plakatfarbe angemalte Uniformen und Gesichter, Füße wurden untergeklebt, eine erste Hierarchie unter Halmasteinen entstand. Die Halmasteincharaktere wurden immer weiter verfeinert, aus ihnen wurden Könige und Untertanen und die ersten Schlösser aus faltbaren Pappen entstanden. Es entwickelte sich ein Rollenspiel, das immer ausgeklügelter wurde.
Als Manfred Kiedorf den Halmasteinen eine erste Figur im Maßstab 1:50 gegenüberstellte, war das Ende der „Halmasteinzeit“ eingeleitet. Es entstanden nun zwei Reiche, die inzwischen zehn Schlösser samt detailreichem Innenleben aus etwa 1.000 Einzelfiguren und 1.000 Einrichtungsgegenständen umfassen, was in diesem Umfang und Detailtreue im deutschen Sprachraum wohl einmalig ist. Am Anfang waren die Arbeiten noch von einer gewissen Naivität begleitet. Später änderte sich das durch eine intensive Beschäftigung mit den historischen Vorbildern und der Lektüre von Fachliteratur, ergänzt durch Besichtigungen von Schlössern in der näheren Umgebung. Das äußert sich in einer beeindruckenden Stilechtheit der Bauten, die in Architektur und Prunkentfaltung mit den realen historischen Vorbildern verglichen werden können. Es sollten jedoch keine museal aufgearbeiteten Schlossmodelle entstehen, vielmehr wollten Bätz und Kiedorf mit den Schlössern einen Spielraum für erdachte Figuren haben. So sind die Schlösser von hunderten Individuen mit Namen, Stammbaum und allen möglichen Marotten bewohnt.

## Die gepriesene Insel
Die in der Fantasie von Bätz und Kiedorf erschaffene Welt befindet sich auf der gepriesenen Insel, einer großen Landmasse, die durch den Grenzfluss Dempa in zwei Königreiche geteilt wird, Dyonien im Jonadent (Osten) und Pelarien im Pezident (Westen). Die Sonne geht im Pezident auf und im Jonadent unter, mittags steht sie im Filipent (Norden), die vierte Haupthimmelsrichtung heißt Anadent (Süden). Die von Wasser und einigen kleineren Inseln umgebene gepriesene Insel ist Teil des Fantasie-Planeten Centus, der sich genau hinter dem Mond befinden soll und deshalb von der Erde aus nicht gesehen werden kann.
Schon zu Beginn ihres Rollenspiels erdachten sich Bätz und Kiedorf eine eigene Sprache für die Bewohner der gepriesenen Insel, das Pezanisch, das sich in vielen Briefen und Gedichten der beiden Schöpfer wiederfindet. Die Sprache fußt auf Gedankenassoziationen und Anleihen aus dem Sonneberger Dialekt.

### Königreich Pelarien
Das Königreich Pelarien wurde von Gerhard Bätz geschaffen. Gezeigt werden das Schloss Perenz, die Hofkirche von Schloss Perenz, die Schlossküche von Perenz und eine Schandsäule („Bas-Säule“). Regiert wird das Königreich Pelarien von König Talari III.

### Königreich Dyonien
Das Königreich Dyonien schuf Manfred Kiedorf. Gezeigt werden die Schlösser Pyrenz und Eulenlust, das Prinzenpalais Musenhofen, das Jagdschloss Dyona, das Kloster Heilig Schläuchen, das dyonische Mausoleum, die große Burgruine Grauenstein, der dyonische Rechnungshof, der Tempel des Lichts und eine kleine Ruine im Schlosspark von Pyrenz. Regentin des Königreichs Dyonien ist Königin Onide I.

## Ausstellung
Bis zum Ende der DDR waren die Miniaturen nur einem sehr kleinen Kreis bekannt. Erst nach der deutschen Wiedervereinigung gab es im Jahr 2000 eine erste Ausstellung in Sonneberg. Anschließend stellten Bätz und Kiedorf ihre Miniaturbauten in der Wanderausstellung Die Schlösser der gepriesenen Insel einer breiten Öffentlichkeit vor. Innerhalb von sieben Jahren wurden die Miniatur-Rokoko-Schlösser in Gotha, Erfurt, auf Schloss Weesenstein, in Wernigerode, Fulda, Bad Arolsen, Altena und Bergisch Gladbach gezeigt.
Dem Thüringer Landesmuseum Heidecksburg in Rudolstadt gelang es 2006, Bätz’ und Kiedorfs gemeinsames Lebenswerk von musealem Weltrang anzukaufen. Als Ergänzung zu den Festsälen und Wohnräumen des realen Residenzschlosses der Fürsten von Schwarzburg-Rudolstadt haben die Schlösser der gepriesenen Insel ihre endgültige Heimstatt in den restaurierten Räumen der ehemaligen fürstlichen Hofküche gefunden. Dort sind die unvergleichlichen Unikate seit Juni 2007 in einer Dauerausstellung zu besichtigen.
Zum Verständnis des Gesamtkunstwerkes von Bätz und Kiedorf spielt ihr umfangreicher Briefwechsel eine zentrale Rolle. Etwa 2.500 Briefe von beiden werden im Museumsarchiv aufbewahrt.

## Zitate
„Sie kennen Dyonien und Pelarien nicht, die beiden glanzvollen Königreiche der gepriesenen Insel? Das ist fatal! Schon als Jugendliche in den fünfziger Jahren haben die Freunde Gerhard Bätz und Manfred Kiedorf angefangen, ihre schnörkelreiche 1:50-Traumwelt zu spinnen, ein Leben lang und ungezählte Stunden dauerte das private Basteln, Dichten, Fantasieren.

Jetzt bildet Rococo en miniature mit seinen unglaublichen Schlössern, grandiosen Festgesellschaften und kauzigen Hofschranzen ein eigenes, wunderbar durchgeknalltes Privatuniversum auf Schloss Heidecksburg – dem Idealbild der thüringischen Residenz“

## DVD
- Von der Lust am Prunken. Ein Film von Ria Weber, Telepool und Mitteldeutscher Rundfunk, Landesfunkhaus Thüringen 2007 (Gesamtlaufzeit ca. 44 Minuten)

## Radiosendungen
- „Oh ihr Nymphen, die ihr wohnet in den Bäumen“ – Zwei malende Bohemiens im Weimar der fünfziger Jahre. Erinnerungen von Manfred Kiedorf, Regie: Matthias Thalheim, Mitteldeutscher Rundfunk 1993
- Die Schlösser der gepriesenen Insel. Gerhard Bätz und Manfred Kiedorf in den Residenzen ihrer Fantasie. Ein Hörbild. Redaktion und Regie: Matthias Thalheim, Mitteldeutscher Rundfunk 2007